# Euphyia concolor
Euphyia concolor là một loài bướm đêm trong họ Geometridae.